# Buslijn 177 (Diemen-Weesp)
Buslijn 177 zijn drie voormalige streekbuslijnen in de omgeving van Amsterdam.  

## Geschiedenis

### Lijn 177 I

#### Lijn 161
Op 31 mei 1981 stelde de toenmalige streekvervoerder Centraal Nederland (ontstaan uit een fusie van Maarse & Kroon en NBM) een Hoofddorpse stadslijn in onder het nummer 161. De lijn verbond het NS-station via Pax met Bornholm en reed doordeweeks overdag om het half uur en daarbuiten om het uur.

#### Lijn 177
Bij de opening van de nieuwe spoorlijn tussen Schiphol en Amsterdam op 1 juni 1986 werd lijn 161 tot 177 vernummerd; de lijn werd verlengd naar Corversbos en reed nu ook 's avonds en in het weekeinde om het half uur. Hierdoor ontstond in Hoofddorp een kwartierdienst met lijn 176.

#### Lijn 77
Op 2 juni 1991 werd lijn 177 tot 77 vernummerd; de ritten in de avonduren en op zondag kwamen te vervallen. Op 31 mei 1992 ging lijn 77 in de spitsuren een kwartierdienst rijden in combinatie met lijn 163 naar Amsterdam. Een jaar later werd dit weer ongedaan gemaakt door de routewijziging van lijn 163; daarentegen ging lijn 77 ook weer 's avonds en in het weekeinde rijden.
In 1994 werd CN opgeheven en verdeeld (feitelijk teruggesplitst) in NZH en Midnet; de lijn van Hoofddorp naar Schiphol was voortaan een NZH-lijn en reed vanaf 1996 ook weer een halfuurdienst tijdens de spits. In 1999 fuseerden NZH en Midnet met de omringende streekvervoerders tot Connexxion; lijn 77 werd doordeweeks via het Arnolduspark doorgetrokken naar Aalsmeer en Uithoorn. Op 13 januari 2002 ging Zuidtangentlijn 300 (opvolger van lijn 174) rijden; lijn 77 werd opgeheven en vervangen door enerzijds lijn 79 (Zwanenburg-Aalsmeer) en anderzijds Schiphol Sternetlijn 196.

### Lijn 177 II
Met de dienstregeling 1998-1999 stelde NZH een nieuwe lijn 177 in tussen Diemen, Station Bijlmer ArenA en Weesp. Dit ter vervanging van de ingekorte en verlegde lijn 174. Door de verlaging van de Bijlmerdreef moest lijn 174 omrijden via de Daalwijkdreef. Door rijtijdproblemen door de langere route maar ook om de bewoners van Weesp een snellere verbinding te geven besloot men de tak naar Weesp apart te rijden en voortaan alle ritten te laten eindigen aan de  Gaasperplas (de helft van de ritten reed al niet verder). Lijn 177 reed in de Bijlmermeer echter via de Karspeldreef wat een snellere route was.       
Bij Connexxion werd lijn 177 ook aan de oostelijke tak van lijn 175 gekoppeld. Deze laatste lijn werd via de route van lijn 177 naar de Gaasperplas verlengd en bood zo samen met lijn 177 een kwartierdienst. De avonddienst van lijn 177 naar Diemen-Noord was net als bij lijn 175 beperkt behalve op koopavond.  
Op 28 mei 2006 ging lijn 177 door een concessieruil met Connexxion naar het GVB die de lijn in tweeën knipte; lijn 44 naar Diemen en lijn 49/249 naar Weesp.

### Lijn 177 III

#### Lijn 236
Op 27 mei 1990 stelde NZH lijn 236 in; deze lijn verving de snelbuslijn 195 van CN en verbond als stopbus het station in Haarlem via de Tempeliersstraat met Badhoevedorp en Schiphol-Noord en Schiphol Zuid. Lijn 236 reed tijdens de spits om het half uur en daarbuiten om het uur. In 1999 werd lijn 236 een Connexxionlijn om drie jaar later bij de opening van lijn 300 Schiphol-Oost te worden verlegd. De ritten in de avonduren en op zondag kwamen te vervallen, en op zaterdag reed de lijn tot Badhoevedorp. Ingaande de winterdienst 2004 werden ook de ritten in de daluren ingekort.

#### Lijn 177
Lijn 236 werd op 9 december 2007 tot 177 vernummerd en ging gedurende de jaardienstregeling ook weer op zaterdag naar Schiphol-Oost rijden. Ingaande de winterdienst 2009 reed lijn 177 alleen nog van maandag tot en vrijdag overdag; daarbuiten ging lijn 175 via Badhoevedorp en Schiphol-Noord rijden. Lijn 177 nam deze ritten gedurende de winterdienst 2011 weer over om daarna ook in de daluren tot Badhoevedorp te worden ingekort; daarbij verdween ook de halte in Lijnden. Op 14 december 2014 werd lijn 175 opgewaardeerd tot R-Netlijn 356 waardoor lijn 177 kwam te vervallen.